# Wilmar Riegenring
Wilmar Riegenring (* 15. September 1905 in Berlin; † 2. April 1986 in Eggersdorf) war ein deutscher Karikaturist und Illustrator.

## Leben und Werk
Nach verschiedenen Tätigkeiten arbeitete der Maschinenbau-Ingenieur Riegenring ab 1930 als Pressezeichner und Karikaturist. Während des Nationalsozialismus illustrierte er populärwissenschaftliche Bücher wie Du und die Elektrizität.
Hervorzuheben ist seine Zusammenarbeit mit dem Physiker Wilhelm Westphal. Westphals Büchlein Physik des alltäglichen Lebens wurde 1940 im Frankfurter Societäts-Verlag herausgebracht und erlebte mehrere Auflagen. Zur Taschenbuchausgabe unter dem Titel Deine tägliche Physik steuerte Wilmar Riegenring 88 Textillustrationen bei.
Nach 1945 zeichnete er Karikaturen („Riegenringeleien“) für die Satirezeitschriften Frischer Wind und Eulenspiegel wie zum Beispiel die Tuschezeichnungen Unter Brüdern (1954) und Von Bank zu Bank (1956). Dem Eulenspiegel hat er im Zeitraum 1954 bis 1984 insgesamt 211 Zeichnungen beigesteuert. Außerdem illustrierte er zahlreiche Kinderbücher. Riegenring war Mitglied im Verband Bildender Künstler der DDR. Er starb 1986 nach langer schwerer Krankheit.

## Teilnahme an Ausstellungen (mutmaßlich unvollständig)
- 1951/1952: Berlin, Museumsbau am Kupfergraben ("Künstler schaffen für den Frieden")
- 1953: Dresden,  Dritte Deutsche Kunstausstellung
- 1954: Berlin, Zentrales Haus der Deutsch-Sowjetischen Freundschaft („I. Deutsche Karikaturenausstellung“)